# Love Illumination
Love Illumination – singiel szkockiej indierockowej grupy Franz Ferdinand pochodzący z czwartego albumu studyjnego Right Thoughts, Right Words, Right Action. Wydany wraz z singlem Right Action 27 czerwca 2013 roku w Stanach Zjednoczonych. 18 sierpnia 2013 miała miejsce brytyjska premiera singli.

## Wydanie
Utwory zatytułowane "Right Action" oraz "Love Illumination" zostały upublicznione 27 czerwca 2013 roku w serwisie YouTube i udostępnione w formie digital download. Singiel wydano na półprzeźroczystej, jaskraworóżowej płycie gramofonowej 7" z podwójną stroną A. Na odwrocie umieszczono utwór Right Action.
Teledysk do utworu Love Illumination opublikowano 24 lipca 2013 roku w serwisie YouTube.

## Lista utworów
7"
| Nr | Tytuł utworu        | Tekst                                      | Długość |
| -- | ------------------- | ------------------------------------------ | ------- |
| 1. | „Love Illumination” | Alex Kapranos, Nick McCarthy               | 3:44    |
| 2. | „Right Action”      | Alex Kapranos, Nick McCarthy, Robert Hardy | 3:01    |

Digital download
| Nr | Tytuł utworu        | Tekst                        | Długość |
| -- | ------------------- | ---------------------------- | ------- |
| 1. | „Love Illumination” | Alex Kapranos, Nick McCarthy | 3:44    |

Digital download (Wielka Brytania)
| Nr | Tytuł utworu                  | Tekst                                      | Długość |
| -- | ----------------------------- | ------------------------------------------ | ------- |
| 1. | „Love Illumination”           | Alex Kapranos, Nick McCarthy               | 3:44    |
| 2. | „Right Action”                | Alex Kapranos, Nick McCarthy, Robert Hardy | 3:01    |
| 3. | „Right Action” (Live)         | Alex Kapranos, Nick McCarthy, Robert Hardy | 3:05    |
| 4. | „Stand on the Horizon” (Live) | Alex Kapranos, Nick McCarthy               | 4:14    |

## Listy przebojów
| Państwo | Lista                               | Najwyższa pozycja    |
| ------- | ----------------------------------- | -------------------- |
| Polska  | NRD - Najlepsza Rockowa Dwudziestka | 1 (14 sierpnia 2013) |